# Christopher Ohen
Christopher Nusa Ohenhen, meglio conosciuto come Christopher Ohen (Benin City, 14 ottobre 1970), è un ex calciatore nigeriano, di ruolo attaccante.

## Carriera

### Nazionale
Ha giocato nella nazionale nigeriana Under-20.
Nel 1997 ha giocato 3 partite nella nazionale maggiore nigeriana.

## Palmarès

### Club

#### Competizioni nazionali
- Supercoppa di Turchia: 1

Besiktas: 1998